# Glencadam
Glencadam est une distillerie de whisky située à Brechin dans les Highlands écossais. Elle appartient depuis 2003 à la société écossaise Angus Dundee Distillery plc, aussi propriétaire de la distillerie Tomintoul. Sous la houlette de son nouveau propriétaire, la distillerie s’est lancé depuis peu dans la distribution de Single malt whisky, elle qui jusqu’à présent écoulait toute sa production dans la fabrication des différents blends de la société.

## Histoire
La distillerie Glencadam a été créée en 1825 à proximité d’une autre distillerie, North Port. Le premier propriétaire connu est David Scott. Il en a été le propriétaire entre 1827 et 1837 . La distillerie change ensuite de nombreuses fois de mains jusqu’en 1891 date à laquelle Gilmour, Thompson & Company Limited en prend possession. La société utilise Glencadam pour produire leur blend, le Royal Blend. 
Hiram Walker rachète la distillerie en 1954 puis la vend deux ans plus tard à George Ballantine & Son Ltd. La distillerie tombe ensuite dans le giron d’Allied Domecq. En 2000, la distillerie est mise en sommeil avant d’être vendue trois ans plus tard à ses actuels propriétaires Angus Dundee Distillery plc.
Rapidement Angus Dundee redémarre la production. Le whisky sert à la production des blends et des vatted malt de la marque. Il est aussi vendu à d’autres blenders. Il sert notamment à la fabrication du Ballantine's et du Stewart's Cream of the Barley.
Mais Engus Dundee commercialise aussi pour la première fois le whisky de Glencadam sous la forme d’un single malt whisky.

## Production
Embouteillage officiel
- Glencadam 12 ans 46 %
- Glencadam 15 ans 46 %
- Glencadam 1978 30 ans 46 %

Embouteillage indépendant
- Gordon & McPhail : Glencadam 1987 Connoisseurs Choice 43 %
- Signatory Vintage : Glencadam 1989 19 ans 56,10 %